# Зелёная книга (устав)
«Зелёная книга» — программный документ «Союза благоденствия», содержавший основные требования общества: отмена крепостного права, уничтожение самодержавия и введение в России конституции.
Названа по цвету переплёта, который был выбран не случайно — зелёный цвет символизировал надежду. 
Состояла из двух частей: 
- Первая часть, пронумерованная и прошнурованная, имела печать в виде улья и пчёл вокруг него[2]. В ней излагались основные организационные принципы Союза благоденствия и обязанности его членов; этот текст давался для прочтения всем, кого принимали в Союз.
- Вторая часть представляла собой тайный документ, в котором содержалась «сокровенная цель» Союза благоденствия — введение представительного правления и уничтожение крепостного права[2]. Эта часть до сих пор не обнаружена; более того, некоторые декабристы даже выражали сомнение в её существовании[3].